# Аппатурай, Джеймс
Джеймс Аппатурай (там. சேம்சு அப்பாதுரை, англ. James Appathurai; род. 7 августа 1968, Торонто) — канадский журналист и бывший пресс-секретарь НАТО. В настоящее время является специальным представителем генерального секретаря НАТО по странам Закавказья и Центральной Азии.
Родился в канадском городе Торонто. В сентябре 1991 года с отличием окончил Торонтский университет (факультет политической науки и истории), получив степень бакалавра искусств. В феврале 1993 года получил диплом магистра международных отношений в Амстердамском университете (факультет международных отношений).
С марта 1993 года работал Канадской телерадиовещательной корпорации на должности помощника редактора. В августе 1994 года перешёл на работу в Министерство национальной обороны Канады.
В мае 1998 года работал в НАТО в отделе политических отношений. В январе 2004 года назначен на должность пресс-секретаря НАТО.
В 2021 году награждён грузинским орденом Золотого руна.